# Igreja Ortodoxa Russa no Exílio
A Igreja Ortodoxa Russa no Exílio (originalmente) ou Igreja Ortodoxa Russa no Exterior - Sínodo do Metropolita Vitálio (abreviado como ROCOR (V)) (Oficialmente: Igreja Ortodoxa Russa no Exterior; não-oficialmente: Cisma de Mansonville) é uma pequena jurisdição ortodoxa não canônica que se separou da Igreja Ortodoxa Russa fora da Rússia (ROCOR) como resultado de um conflito agudo entre vários clérigos e leigos com a liderança desta última em 2000-2001. Finalmente tomou forma depois que os ideólogos da ROCOR (V) não reconheceram a eleição do Arcebispo Lauro (Shkurla), em 24 de outubro de 2001, como novo Primeiro Hierarca da ROCOR e a consagração, em 3 de novembro de 2001, pelo Bispo Barnabas (Prokofiev), "na presença do Metropolita Vitaly, mas sem seu envolvimento pessoal", do Arquimandrita Sérgio (Kindyakova) ao posto de Bispo.
Formalmente chefiado pelo aposentado Primeiro Hierarca da ROCOR, Metropolita Vitálio (Ustinov), que vivia no Mosteiro da Transfiguração em Mansonville (Canadá), onde também estava localizado o Centro Administrativo da ROCOR (V). As paróquias da ROCOR (V) localizavam-se principalmente na França, EUA, Canadá, Rússia, Ucrânia e Moldávia.
A ROCOR (V) ao longo da sua existência caracterizou-se pela instabilidade e constantes conflitos internos, o que levou à saída de muitos dos seus dirigentes. Então, em 2004, um de seus fundadores, Barnabas (Prokofiev), deixou esta jurisdição. Em 2006, como resultado de contradições irreconciliáveis, vários clérigos e leigos se separaram da ROCOR (V), que formaram a Igreja Ortodoxa Russa ou Igreja Ortodoxa Russa no Exterior - Sínodo do Metropolita Antonio (ROCOR (A) ou ROCOR (V-A) ou RosPTs), e em 2007-2008, as paróquias restantes foram divididas em partidários dos Bispos Vladimir (Tselishchev), por um lado, e o Arcipreste Benjamin Zhukov e o Bispo Antonio (Rudei), por outro. Em 2008, o Bispo Vladimir (Tselishchev), que manteve o Mosteiro da Transfiguração em Mansonville, com o apoio do Bispo Anastásio (Surzhik), ordenou novos Bispos, após o que a jurisdição chefiada por ele ficou conhecida como ROCOR (V-V). Os apoiadores de Antonio (Rudei) passaram a se chamar ROCOR (M), IPTsM ou ROCOR (VA). Posteriormente, todos os três "ramos" nos quais a ROCOR (V) se dividiu, também se separaram.

## Cismas
- Primeiro Cisma, 2002: Verdadeira Igreja Ortodoxa Russa - Sínodo Lazarita;
- Segundo Cisma, junho de 2006 e setembro de 2007: Igreja Ortodoxa Russa no Exterior - Sínodo do Metropolita Antonio e (...);
- Terceiro Cisma, abril de 2008: (...);
- Quarto Cisma, outubro 2015 e agosto de 2020: (...).